# Heliothea
Heliothea is een geslacht van vlinders van de familie spanners (Geometridae), uit de onderfamilie Geometrinae.

## Soorten
- H. discoidaria Boisduval, 1840
- H. iliensis Alphéraky, 1883